# Francesca Segat
Francesca Segat (née le 21 janvier 1983 à Vittorio Veneto) est une nageuse italienne.
Elle a remporté une médaille d'argent aux Championnats du monde en petit bassin 2006 sur le 200 m papillon.

## Palmarès

### Championnats du monde
Petit bassin
- Championnats du monde 2006 à Shanghai ( Chine) :
  -  Médaille d'argent au 200 m papillon.

### Championnats d'Europe
Grand bassin
- Championnats d'Europe 2006 à Budapest ( Hongrie) :
  -  Médaille d'argent au 200 m papillon.

- Championnats d'Europe 2008 à Eindhoven ( Pays-Bas) :
  -  Médaille de bronze en relais 4 × 200 m nage libre[1]

Petit bassin
- Championnats d'Europe en petit bassin de 2003 à Dublin ( Irlande) :
  -   Médaille d'argent au 200 m papillon.

- Championnats d'Europe en petit bassin de 2008 à Rijeka ( Croatie) :
  -   Médaille d'or au 200 m quatre nages.
  -   Médaille de bronze au 100 m quatre nages.
  -   Médaille de bronze au 400 m quatre nages.

- Championnats d'Europe en petit bassin de 2009 à Istanbul ( Turquie) :
  -   Médaille d'argent au 200 m quatre nages.